# Jekaterina Jurjewna Jaschina
Jekaterina Jurjewna Jaschina (russisch Екатерина Юрьевна Яшина; * 6. August 1993 in Saratow) ist eine russische Tennisspielerin.

## Karriere
Jekaterina Jaschina, die am liebsten auf Hartplätzen spielte, begann im Alter von sechs Jahren mit dem Tennis.
Sie gewann während ihrer Karriere bisher fünf Einzel- und 36 Doppeltitel auf der ITF Women’s World Tennis Tour. Auf der WTA Tour spielte sie erstmals im Hauptfeld bei den Tashkent Open 2011, mit Sabina Sharipova im Doppel.

## Turniersiege

### Einzel
| Nr. | Datum             | Turnier   | Kategorie   | Belag             | Finalgegnerin      | Ergebnis      |
| --- | ----------------- | --------- | ----------- | ----------------- | ------------------ | ------------- |
| 1.  | 3. April 2011     | Astana    | ITF $10.000 | Hartplatz         | Maija Gawerowa     | 6:7, 7:6, 6:4 |
| 2.  | 24. April 2011    | Qarshi    | ITF $10.000 | Hartplatz         | Sopia Kwazabaia    | 6:2, 6:3      |
| 3.  | 3. März 2013      | Schymkent | ITF $10.000 | Hartplatz (Halle) | Xenija Palkina     | 6:3, 4:6, 6:2 |
| 4.  | 30. November 2014 | Astana    | ITF $10.000 | Hartplatz (Halle) | Kamila Kerimbajewa | 6:3, 6:4      |
| 5.  | 11. August 2024   | Tiflis    | ITF W15     | Hartplatz         | Maria Sholokhova   | 6:2, 6:4      |

### Doppel
| Nr. | Datum             | Turnier             | Kategorie   | Belag             | Partnerin                  | Finalgegnerinnen                         | Ergebnis          |
| --- | ----------------- | ------------------- | ----------- | ----------------- | -------------------------- | ---------------------------------------- | ----------------- |
| 1.  | 2. April 2011     | Astana              | ITF $10.000 | Hartplatz (Halle) | Anastasiya Prenko          | Nadezda Gorbachkova Ekaterina Pushkareva | 6:4, 7:5          |
| 2.  | 18. Juni 2011     | Astana              | ITF $25.000 | Hartplatz         | Weronika Kapschaj          | Tamara Čurović Sabina Sharipova          | 2:6, 6:3, [15:13] |
| 3.  | 19. November 2011 | Monastir            | ITF $10.000 | Hartplatz         | Margarita Lasarewa         | Saska Gavrilovska Andjela Novcic         | 6:3, 6:2          |
| 4.  | 12. Mai 2012      | Almaty              | ITF $10.000 | Hartplatz         | Sabina Sharipova           | Albina Xabibulina Anastassija Wassyljewa | 6:4, 3:6, [10:3]  |
| 5.  | 2. Juni 2012      | Qarshi              | ITF $10.000 | Hartplatz         | Darja Lebeschawa           | Albina Xabibulina Anastassija Wassyljewa | 7:65, 6:2         |
| 6.  | 30. Juni 2012     | Scharm asch-Schaich | ITF $10.000 | Hartplatz         | Polina Monowa              | Kamila Kerimbajewa Zalina Khairudinova   | 7:5, 4:6, [10:8]  |
| 7.  | 29. Dezember 2012 | Istanbul            | ITF $10.000 | Hartplatz         | Lidsija Marosawa           | Ekaterine Gorgodse Sopia Kwazabaia       | 6:3, 6:2          |
| 8.  | 19. Januar 2013   | Scharm asch-Schaich | ITF $10.000 | Hartplatz         | Jewgenija Paschkowa        | Valeria Podda Mayar Sherif               | 3:6, 6:2, [10:3]  |
| 9.  | 22. Juni 2013     | Almaty              | ITF $10.000 | Sand              | Margarita Lasarewa         | Ivanka Karamalak Anna Koval              | 7:5, 2:6, [10:3]  |
| 10. | 2. August 2014    | Astana              | ITF $10.000 | Hartplatz         | Polina Monowa              | Swjatlana Piraschenka Palina Pechawa     | 6:3, 6:2          |
| 11. | 9. August 2014    | Astana              | ITF $10.000 | Hartplatz         | Xenija Palkina             | Eudice Chong Anna Grigoryan              | 7:5, 6:3          |
| 12. | 14. März 2015     | Scharm asch-Schaich | ITF $10.000 | Hartplatz         | Prarthana Thombare         | Vera Lapko Anhelina Kalita               | 6:4, 5:7, [10:6]  |
| 13. | 4. Juli 2015      | Sakarya             | ITF $10.000 | Hartplatz         | Tamara Čurović             | Başak Eraydın Margarita Lasarewa         | 4:6, 6:1, [10:6]  |
| 14. | 7. November 2015  | Oslo                | ITF $10.000 | Hartplatz (Halle) | Kim Grajdek                | Astrid Wanja Brune Olsen Malene Helgø    | 6:2, 6:3          |
| 15. | 5. März 2016      | Scharm asch-Schaich | ITF $10.000 | Hartplatz         | Alena Fomina               | Anastassija Komardina Anna Morgina       | 6:1, 4:6, [10:8]  |
| 16. | 12. März 2016     | Scharm asch-Schaich | ITF $10.000 | Hartplatz         | Alena Fomina               | Anastassija Komardina Anna Morgina       | 7:62, 3:6, [10:8] |
| 17. | 3. Dezember 2016  | Ramat Gan           | ITF $10.000 | Hartplatz         | Vlada Ekshibarova          | Daiana Negreanu Keren Shlomo             | 6:2, 7:64         |
| 18. | 10. Dezember 2016 | Ramat Gan           | ITF $10.000 | Hartplatz         | Vlada Ekshibarova          | Sofia Dmitrijewa Anna Pribylowa          | 6:4, 6:3          |
| 19. | 1. Juli 2017      | Scharm asch-Schaich | ITF $10.000 | Hartplatz         | Kanika Vaidya              | Ella Husrefovic Jennifer Timotin         | 6:4, 6:3          |
| 20. | 9. Juni 2018      | Namangan            | ITF $25.000 | Hartplatz         | Anastassija Gassanowa      | Anna Morgina Julia Terziyska             | 6:3, 6:1          |
| 21. | 23. Juni 2018     | Fargʻona            | ITF $25.000 | Hartplatz         | Anastassija Frolowa        | Sofja Lansere Kamilla Rachimowa          | 6:1, 7:64         |
| 22. | 22. Dezember 2018 | Navi Mumbai         | ITF $25.000 | Hartplatz         | Albina Xabibulina          | Berfu Cengiz Jessy Rompies               | 6:2, 6:1          |
| 23. | 4. Mai 2019       | Chimki              | ITF W25     | Hartplatz (Halle) | Freya Christie             | Anastassija Frolowa Sofja Lansere        | 6:3, 6:3          |
| 24. | 3. August 2019    | Sezze               | ITF W25     | Sand              | Anna Danilina              | Nuria Brancaccio Federica Sacco          | 7:5, 6:4          |
| 25. | 14. Dezember 2019 | Pune                | ITF W25     | Hartplatz         | Ulrikke Eikeri             | Darja Mischina Anna Morgina              | 1:6, 6:3, [10:5]  |
| 26. | 25. Januar 2020   | Kasan               | ITF W25     | Hartplatz (Halle) | Anastassija Sacharowa      | Natela Dsalamidse Jana Sisikowa          | 6:2, 6:4          |
| 27. | 10. Juli 2021     | Nur-Sultan          | ITF W25     | Hartplatz         | Mariam Bolkwadse           | Wlada Kowal Anastassija Tichonowa        | 7:67, 6:1         |
| 28. | 21. August 2021   | Ourense             | ITF W25     | Hartplatz         | Lee Ya-hsuan               | Alba Carrillo Marín Justina Mikulskytė   | 6:2, 6:3          |
| 29. | 16. April 2022    | Monastir            | ITF W15     | Hartplatz         | Dasha Ivanova              | Barakat Oyinlomo Quadre Yang Yidi        | 6:4, 61:7, [10:4] |
| 30. | 3. September 2022 | Almaty              | ITF W25     | Sand              | Schibek Qulambajewa        | Amina Anschba Sofja Lansere              | 7:64, 5:7, [10:8] |
| 31. | 28. Oktober 2022  | Istanbul            | ITF W25     | Hartplatz (Halle) | Jasmijn Gimbrère           | Cristina Dinu Sopia Schapatawa           | 6:1, 3:6, [13:11] |
| 32. | 19. November 2022 | Meitar              | ITF W60     | Hartplatz         | Valentini Grammatikopoulou | Hanna Kubarawa Marija Timofejewa         | 6:3, 7:5          |
| 33. | 24. Dezember 2022 | Navi Mumbai         | ITF W25     | Hartplatz         | Priska Madelyn Nugroho     | Ankita Raina Prarthana Thombare          | 6:3, 6:2          |
| 34. | 3. Juni 2023      | La Marsa            | ITF W25     | Hartplatz         | Anastassija Gassanowa      | Isabella Schinikowa Wei Sijia            | 7:5, 61:7, [11:9] |
| 35. | 28. Oktober 2023  | Istanbul            | ITF W25     | Hartplatz (Halle) | Anastassija Sacharowa      | Dalila Jakupović Anita Wagner            | 6:3, 6:4          |
| 36. | 5. Juli 2025      | Bissy-Chambéry      | ITF W15     | Hartplatz         | Jekaterina Owtscharenko    | Élise Renard Louna Zoppas                | 6:2, 6:0          |